# Coupe de France 1969/70
Der Wettbewerb um die Coupe de France in der Saison 1969/70 war die 53. Ausspielung des französischen Fußballpokals für Männermannschaften. In diesem Jahr meldeten 1.375 Vereine.
Nach Abschluss der von den regionalen Untergliederungen des Landesverbands FFF organisierten Qualifikationsrunden griffen im Zweiunddreißigstelfinale auch die 18 Erstligisten in den Wettbewerb ein. Die Spielpaarungen wurden für jede Runde frei ausgelost; in Zweiunddreißigstel- und Sechzehntelfinale fanden sämtliche Begegnungen auf neutralem Platz statt, die Einnahmen wurden geteilt. Endete eine Begegnung nach Verlängerung unentschieden, wurden solange Wiederholungsspiele ausgetragen, bis ein Sieger feststand. Vom Achtel- bis einschließlich des Halbfinals hingegen kam es zu Hin- und Rückspiel. Gab es dann einen Gleichstand der erzielten Treffer – wobei Auswärtstore nicht doppelt zählten –, wurde das Rückspiel verlängert. Gab es dann immer noch keinen Sieger, musste die Entscheidung in einem dritten Spiel, wiederum auf neutralem Platz und gegebenenfalls mit Verlängerung und Strafstoßschießen, herbeigeführt werden.
Titelverteidiger Olympique Marseille scheiterte bereits im Zweiunddreißigstelfinale, wenn auch an einem Gegner aus der Division 1. Den Pokal gewann in diesem Jahr die AS Saint-Étienne; es war ihr dritter Gewinn dieser Trophäe nach 1962 und 1968. Gleichzeitig gewannen die Verts – die ASSE wird wegen der Farbe ihres Dresses häufig als „Grüne“ bezeichnet – 1970 auch ihren vierten Meistertitel in Folge und damit zusätzlich ihren zweiten Doublé in der Vereinsgeschichte. Für Finalgegner FC Nantes hingegen war dies die zweite Niederlage bei der zweiten Endspielteilnahme.
Erfolgreichste Amateurvereine waren die Drittligisten US Baume-les-Dames, US Le Mans und AC Arles, die es bis ins Achtelfinale brachten. Von den Zweitdivisionären kamen der FC Limoges und RFC Paris-Neuilly bis ins Viertelfinale; Neuilly gab sich darin sogar erst nach einem Entscheidungsspiel geschlagen.

## Zweiunddreißigstelfinale
Spiele am 8., Wiederholungsmatches am 15. Februar 1970. Die jeweilige Spielklassenzugehörigkeit wird mit D1 bzw. D2 für die beiden Profiligen, CFA für die landesweite sowie DH („Division d’Honneur“) für die oberste regionale Amateurliga angegeben.
| - AS Saint-Étienne D1 – FC Saint-Louis 1911 CFA 4:0 - OGC Nizza D2 – FC Antibes DH 3:1 - Chamois Niort DH – SC Auscitain DH 1:0 - RFC Paris-Neuilly D2 – OSC Lille CFA 1:0 - Stade Poitiers CFA – Stade Saint-Germain CFA 3:1 - Stade Reims D2 – US Saint-Omer PH 2:0 - Pierrots Strasbourg CFA – FC Metz D1 2:2 n. V., 0:1 - FC Rouen D1 – US Granville CFA 3:0 - FC Nantes D1 – RC Lens CFA 6:1 - Red Star Paris D1 – US Dunkerque D2 2:1 - CS Sedan D1 – ES Viry-Châtillon DH 3:0 - FC Sochaux D1 – FC Mulhouse CFA 3:1 - RC Strasbourg D1 – RCFC Besançon D2 3:0 - Sporting Toulon D2 – AS Monaco D2 3:1 - US Valenciennes D1 – US Quevilly CFA 1:1 n. V., 1:0 - Stade Rennes UC D1 – Stade Brest CFA 5:1 | - RS Champigny-Coeuilly DH – SO Merlebach CFA 4:3 - US Albi CFA – EDS Montluçon CFA 2:1 - SCO Angers D1 – AS Angoulême D1 2:1 - FC Annecy CFA – AS Montferrand CFA 2:1 - AC Arles CFA – ESCN La Ciotat CFA 3:1 n. V. - SEC Bastia D1 – Olympique Saint-Quentin CFA 2:0 - Olympique Nîmes D1 – Olympique Marseille D1 1:0 n. V. - Girondins Bordeaux D1 – FC Lorient D2 1:0 - FC Grenoble D2 – USM Malakoff CFA 2:0 - FC Gueugnon CFA – AC Ajaccio D1 1:0 - US Le Mans CFA – US Saintes DH 2:1 - FC Limoges D2 – Olympique Avignon D2 1:0 - Olympique Lyon D1 – AS Aix D2 1:0 - CA Mantes CFA – SC Amiens CFA 2:1 - AS Mazargues DH – Stella Maris Douarnenez DH 2:2 n. V., 2:1 - US Baume-les-Dames CFA – AS Nancy D2 2:1 |

## Sechzehntelfinale
Spiele am 28. Februar und 1. März, Wiederholungsmatch am 8. März 1970
| - AS Saint-Étienne D1 – FC Grenoble D2 4:2 - OGC Nizza D2 – Girondins Bordeaux D1 1:0 - RFC Paris-Neuilly D2 – Red Star Paris D1 1:0 n. V. - FC Metz D1 – CS Sedan D1 3:2 n. V. - FC Nantes D1 – RC Strasbourg D1 2:1 - Sporting Toulon D2 – FC Rouen D1 2:1 - US Valenciennes D1 – FC Gueugnon CFA 2:1 - Stade Rennes UC D1 – FC Sochaux D1 3:2 | - SCO Angers D1 – US Albi CFA 2:1 - AC Arles CFA – Chamois Niort DH 2:1 - SEC Bastia D1 – CA Mantes CFA 2:1 - Olympique Nîmes D1 – Stade Poitiers CFA 7:0 - US Le Mans CFA – Stade Reims D2 3:1 - FC Limoges D2 – FC Annecy CFA 1:0 - Olympique Lyon D1 – RS Champigny-Coeuilly DH 3:0 - US Baume-les-Dames CFA – AS Mazargues DH 1:1 n. V., 1:0 |

## Achtelfinale
Hinspiele am 22., Rückspiele zwischen 26. und 28. März, Entscheidungsmatches zwischen 1. und 5. April 1970
| - OGC Nizza D2 – FC Metz D1 2:1, 0:1 n. V., 0:1 - Sporting Toulon D2 – US Valenciennes D1 2:0, 0:2 n. V., 0:1 - Stade Rennes UC D1 – Olympique Lyon D1 3:2, 1:1 - AC Arles CFA – FC Limoges D2 0:1, 0:4 | - SEC Bastia D1 – SCO Angers D1 0:2, 3:1 n. V., 1:3 (a) - Olympique Nîmes D1 – AS Saint-Étienne D1 1:0, 1:2 n. V., 0:2 - US Le Mans CFA – FC Nantes D1 0:4, 0:2 - US Baume-les-Dames CFA – RFC Paris-Neuilly D2 1:2, 1:2 |

## Viertelfinale
Hinspiele zwischen 10. und 12., Rückspiele am 18./19, Entscheidungsmatch am 26. April 1970
| - FC Metz D1 – AS Saint-Étienne D1 1:1, 0:5 - FC Limoges D2 – Stade Rennes UC D1 1:3, 0:4 | - SCO Angers D1 – FC Nantes D1 2:2, 0:2 - RFC Paris-Neuilly D2 – US Valenciennes D1 2:1, 0:1 n. V., 1:2 |

## Halbfinale
Hinspiele am 9., Rückspiele am 15./16. Mai 1970
| - Stade Rennes UC D1 – AS Saint-Étienne D1 0:1, 1:1 | - US Valenciennes D1 – FC Nantes D1 0:2, 0:0 |

## Finale
Spiel am 31. Mai 1970 im Stade Olympique Yves-du-Manoir in Colombes vor 32.894 Zuschauern
- AS Saint-Étienne – FC Nantes 5:0 (2:0)

### Mannschaftsaufstellungen
AS Saint-Étienne: Georges Carnus – Vladimir Durković, Robert Herbin , Bernard Bosquier, Georges Polny – Jean-Michel Larqué, Aimé Jacquet – Patrick Parizon, Hervé Revelli, Salif Keïta, Georges Bereta
Trainer: Albert Batteux
FC Nantes: Jean-Michel Fouché – Jean-Claude Osman, Vincent Estève, Roger Lemerre , Gabriel De Michèle – Georges Eo (Claude Arribas, 56.), Michel Pech – Bernard Blanchet, Philippe Gondet, Henri Michel, Philippe Levavasseur
Trainer: José Arribas
Schiedsrichter: Robert Héliès (Toulon)

### Tore
1:0 Parizon (26.)

2:0 Bereta (40.)

3:0 Herbin (51.)

4:0 Revelli (74.)

5:0 Revelli (87.)

### Besondere Vorkommnisse
Dieser Wettbewerb schloss mit dem höchsten Endspielsieg der Pokalgeschichte ab; fünf Tore Differenz hat es vorher und nachher (bis einschließlich 2023) in keinem Finale gegeben. Bis dahin lag die Bestmarke bei zwei 4:0-Siegen (1943 und 1944).
Bis auf Larqué, Parizon und Keïta standen sämtliche Endspielteilnehmer der „Verts“ – einschließlich Trainer Batteux – auch schon zwei Jahre zuvor im gewonnenen Finale. Für Robert Herbin war es seit 1962 sogar bereits der dritte Sieg in der Coupe de France, und es sollten noch drei weitere hinzukommen, dann allerdings als Trainer dieses Klubs.
Beim Achtelfinal-Entscheidungsspiel zwischen Nîmes und Saint-Étienne am 1. April auf der um mehrere tausend Zuschauer überfüllten „Baustelle Parc des Princes“ stürzten Dachziegel aufgrund der Neuschneelast herab und verletzten drei Besucher schwer sowie 16 weitere leicht.